# Flenörtssläktet
Flenörtssläktet (Scrophularia) är ett växtsläkte i familjen flenörtsväxter med cirka 200 arter i Europa, Asien och Nordamerika.